# Liste der Stolpersteine in Vlaardingen

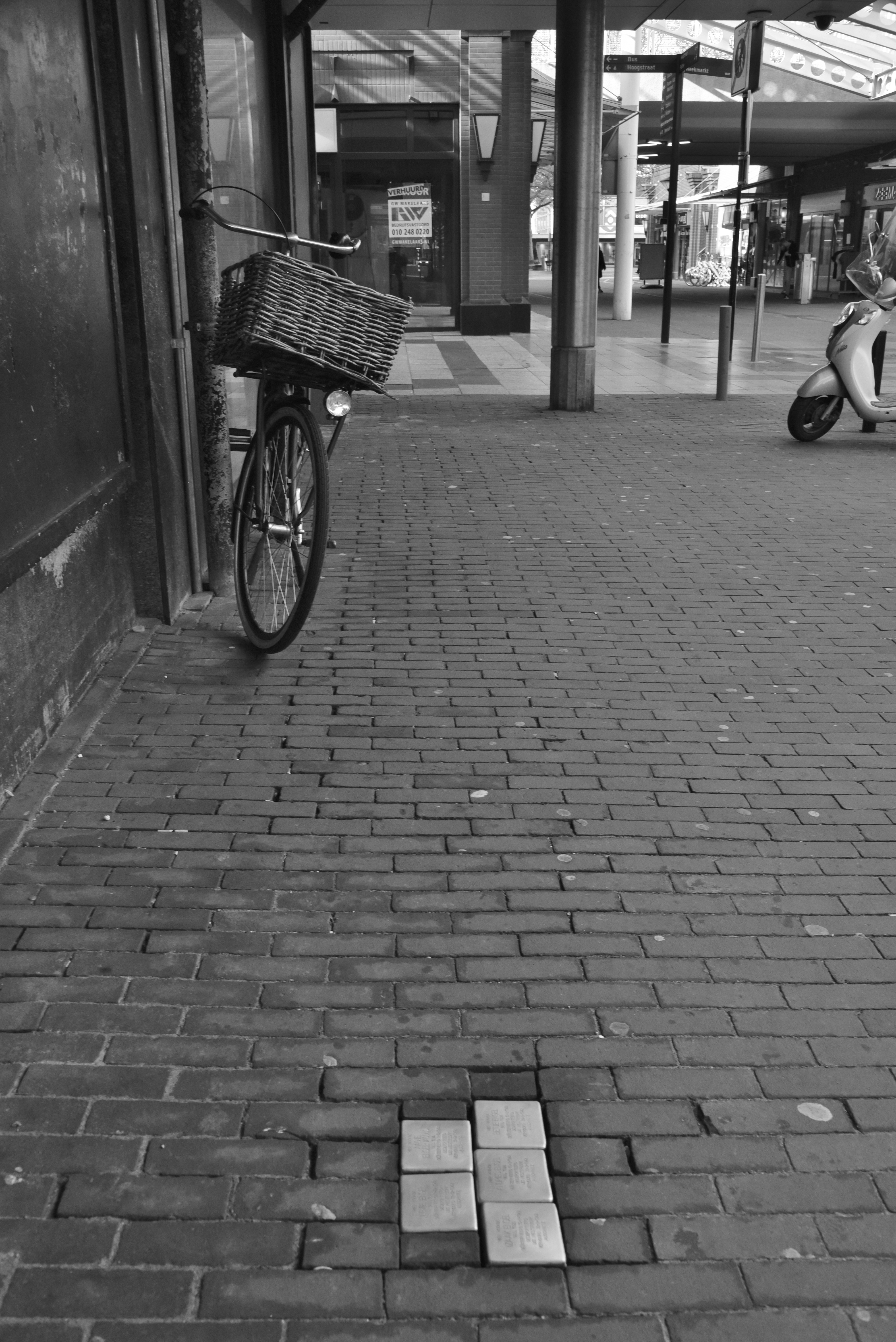
Stolpersteine in Vlaardingen

Die Liste der Stolpersteine in Vlaardingen umfasst die Stolpersteine, die vom deutschen Künstler Gunter Demnig in Vlaardingen verlegt wurden, einer Gemeinde in der niederländischen Provinz Zuid-Holland. Stolpersteine sind Opfern des Nationalsozialismus gewidmet, all jenen, die vom NS-Regime drangsaliert, deportiert, ermordet, in die Emigration oder in den Suizid getrieben wurden. Demnig verlegt für jedes Opfer einen eigenen Stein, im Regelfall vor dem letzten selbst gewählten Wohnsitz.
Die ersten Verlegungen in Vlaardingen fanden am 21. November 2021 statt.

## Verlegte Stolpersteine
In Vlaardingen wurden 15 Stolpersteine an neun Adressen verlegt.
| Stolperstein | Übersetzung | Verlegort                   | Name, Leben                               |
| ------------ | --- | --------------------------- | ----------------------------------------- |
|              | HIER WOHNTE ABRAHAM SALOMON BLEEKRODE GEB. 1874 INTERNIERT 3.12.1942 ERMORDET 11.12.1942 AUSCHWITZ                                         | Westhavenplaats 13          | Abraham Salomon Bleekrode (1874–1942)     |
|              | HIER WOHNTE ANDRIES ENSEL GEB. 1924 INTERNIERT 15.8.1942 DEPORTIERT 24.8.1942 AUS WESTERBORK ERMORDET 30.9.1942 AUSCHWITZ                  | Westnieuwland 26            | Andries Ensel (1924–1942)                 |
|              | HIER WOHNTE BETJE ENSEL GEB. 1918 INTERNIERT 3.12.1942 DEPORTIERT AUS WESTERBORK ERMORDET 11.12.1942 AUSCHWITZ                             | Westnieuwland 26            | Betje Ensel (1918–1942)                   |
|              | HIER WOHNTE BETJE ENSEL GEB. 1926 INTERNIERT 15.8.1942 DEPORTIERT 24.8.1942 AUS WESTERBORK ERMORDET 30.9.1942 AUSCHWITZ                    | 8e Bierslootsteeg 4         | Betje Ensel (1926–1942)                   |
|              | HIER WOHNTE ISAAC ENSEL GEB. 1886 INTERNIERT 3.12.1942 DEPORTIERT AUS WESTERBORK ERMORDET 11.12.1942 AUSCHWITZ                             | Westnieuwland 26            | Isaac Ensel (1886–1942)                   |
|              | HIER WOHNTE IZAAK ENSEL GEB. 1923 INTERNIERT 15.8.1942 DEPORTIERT 24.8.1942 AUS WESTERBORK ERMORDET 30.9.1942 AUSCHWITZ                    | Westnieuwland 26            | Izaak Ensel (1923–1942)                   |
|              | HIER WOHNTE LEVIE ENSEL GEB. 1898 INTERNIERT 3.12.1942 DEPORTIERT 8.12.1942 AUS WESTERBORK ERMORDET 11.12.1942 AUSCHWITZ                   | Westnieuwland 26            | Levie Ensel (1898–1942)                   |
|              | HIER WOHNTE AAGJE ENSEL-JACOBS GEB. 1898 INTERNIERT 3.12.1942 DEPORTIERT 8.12.1942 AUS WESTERBORK ERMORDET 11.12.1942 AUSCHWITZ            | Westnieuwland 26            | Aagje Ensel-Jacobs (1898–1942)            |
|              | HIER WOHNTE JOHANNA ENSEL-SANDERS GEB. 1889 INTERNIERT 3.12.1942 DEPORTIERT AUS WESTERBORK ERMORDET 11.12.1942 AUSCHWITZ                   | Westnieuwland 26            | Johanna Ensel-Sanders (1889–1942)         |
|              | HIER WOHNTE ABRAHAM SAMUEL FERNANDES GEB. 1906 VERHAFTET 24.2.1941 ERMORDET 4.3.1941 SCHEVENINGEN                                          | Sportlaan 68                | Abraham Samuel Fernandes (1906–1941)      |
|              | HIER WOHNTE EMANUEL VAN GELDEREN GEB. 1890 INTERNIERT 4.10.1942 ERMORDET 26.10.1942 AUSCHWITZ                                              | Willem Beukelszoonstraat 6a | Emanuel van Gelderen (1890–1942)          |
|              | HIER WOHNTE IDA DE GROOT GEB. 1893 INTERNIERT 3.12.1942 DEPORTIERT AUS WESTERBORK ERMORDET 11.12.1942 AUSCHWITZ                            | Vaartweg 30                 | Ida de Groot (1893–1942)                  |
|              | HIER WOHNTE JOZEF KATAN GEB. 1883 INTERNIERT 12.12.1942 DEPORTIERT 1943 AUS WESTERBORK ERMORDET 14.1.1943 AUSCHWITZ                        | Hoflaan 37                  | Jozef Katan (1883–1943)                   |
|              | HIER WOHNTE ABRAHAM MAAT GEB. 1906 VERHAFTET 20.3.1944 DEPORTIERT 16.10.1944 ERMORDET 2.3.1945 MEPPEN-VERSEN                               | Bleekstraat 98              | Abraham Maat (1906–1945)                  |
|              | HIER WOHNTE HENRIËTTE VAN DER TAS-SPETTER GEB. 1876 INTERNIERT 3.12.1942 DEPORTIERT 8.12.1942 AUS WESTERBORK ERMORDET 11.12.1942 AUSCHWITZ | Bleekstraat 98              | Henriëtte van der Tas-Spetter (1876–1942) |

## Verlegedatum
- 21. November 2021[16]